# 臼杵市立福良ヶ丘小学校
臼杵市立福良ヶ丘小学校（うすきしりつ ふくらがおかしょうがっこう）は、大分県臼杵市福良にある公立小学校である。

## 概要
臼杵市街地の南西側にあって、JR九州日豊本線上臼杵駅に近接し、臼杵川の右岸に位置している。
臼杵市では東海・東南海・南海連動型地震発生時に最大7mの津波が想定されており、本校北側の市街地にある臼杵市立臼杵小学校は、臼杵湾から約700m上流の臼杵川沿いにあって、海抜が2.2mのため、被害を受ける恐れがある。このため、臼杵市では、2016年度（平成28年度）に、臼杵小学校を、約1.3km離れ、海抜24mに位置する本校と統合する方針を2012年10月に示した。しかし、区長会は反対の意見書を市に提出し、臼杵小学校の保護者のアンケートでも反対が9割近くを占めたことから、臼杵市は2013年1月に移転案を撤回した。
石丸 謙二郎氏（俳優、声優、ナレーター）は同校出身者である。

## 通学区域
畳屋町、田町、二王座、上塩田、塩田、東福良、福良、西福良、温井、平清水、千代田

## 進学先中学校
- 臼杵市立東中学校 - 本校の通学区域のうち、畳屋町、田町、二王座、上塩田、塩田[5]
- 臼杵市立西中学校 - 本校の通学区域のうち、東福良、福良、西福良、温井、平清水、千代田[5]

## アクセス
- 鉄道：JR九州日豊本線上臼杵駅より徒歩約5分。